# Jurinea dobrogensis
Jurinea dobrogensis là một loài thực vật có hoa trong họ Cúc. Loài này được Nyár. mô tả khoa học đầu tiên năm 1939.